# (14349) Nikitamikhalkov
(14349) Nikitamikhalkov (1985 UQ4) – planetoida z pasa głównego asteroid okrążająca Słońce w ciągu 5,91 lat w średniej odległości 3,27 j.a. Odkryta 22 października 1985 roku.